# Grotniki (Łódź)
Pour les articles homonymes, voir Grotniki.
Grotniki est une localité polonaise de la gmina et du powiat de Zgierz en voïvodie de Łódź.